# ليباركك الرب، سيد روزواتر
ليباركك الرب، سيد روزواتر، أو اللآلئ قبل الخنازير رواية كتبها كورت فونيجوت، نُشرت عام 1965. فهي قصة إليوت روزواتر، المليونير الذي طور الضمير المجتمعي، هجر مدينة نيويورك وأسس مؤسسة روزواتر في روزواتر بإنديانا، حيث كان يمنح القليل من المال بكثير من الحب لأي شخص يأتي إلى مكتبه.

## ملخَص الحبكة
أسس السناتور الأمريكي ليستر إيمز روزواتر مؤسسة روزواتر بإنديانا لمعاونة نسل عائلة روزواتر في تجنب دفع الضرائب عن ما تحوزه العائلة بمقاطعة روزواتر، وتديرها شركة قانونية كبيرة في نيويورك وتقدم معاشًا سنويًا مقداره ثلاثة ملايين وخمس مئة ألف دولار إلى إليوت، ابن السناتور.
تجوًّل إليوت عبر الولايات الأمريكية، وهو رجل الحرب العالمية الثانية المحنك ورجل الإطفاء المتطوع الذي ساهم في تطوير الضمير المجتمعي، فزار عدة مدن صغيرة قبل أن يحل في روزواتر. أدى سُكر إليوت وعلاقته الطيبة بالفقراء في روزواتر وعلاقته العجيبة بزوجته إلى جعله يبدو غريب الأطوار ومريضًا عقليًا. يصمم نورمان مشاري، المحامي المتواطئ، على إثبات أن إليوت مجنون حتى يتمكن من إعادة توجيه جزء من ثروة روزواتر لأبناء عمومته المفتقرين للحكمة في جزيرة رود، وبذلك يأخذ جزءًا لنفسه.
بعد التعرض للانهيار، يقضي إليوت عامًا في مصحة نفسية حيث يزوره والده ومحاميه وكيلغور تراوت، مؤلف كتب الخيال العلمي المفضل لديه. يوصي بأن تُقسم ثروته على سبعة وخمسين طفلًا ادَّعى أمهاتهم أنَّه والدهم، ويتمنى أن تكون أموالًا مثمرة وأن تتضاعف.

## أصل التسمية والرمزية
ارتبط اسم إليوت بمزيج من الانتقادات. جمع إليوت بين الشاب المحب للغير وت. س. إليوت وتصويره للحياة الحديثة بأنها أرض ليس بها روح خالية من الحب لكن تملؤها الشهوات. يمكن تفسير اسم «روزووتر» على أنها جمع بين اسمي كل من الليبرالي فرانكلين ديلانو روزفيلت والمحافظ باري جولد ووتر. «صار واضحًا أن فونيغوت كان على قدر كبير من الوعي بشأن الانتخابات الرئاسية الأمريكية عام 1964 أثناء كتابة هذه الرواية». «جني الأموال هو الصفة البارزة في هذه القصة» و«لها أثر عقيم على كل شخص يتصف بها في هذه الرواية». رأى فونيغوت أن المال قوة نازعة للإنسانية، كما هو الحال في النظام الطبقي الذي يخرج عائلات مثل عائلتي روزواتر وروكفلرز.

## التَّناص
يظهر كيلغورتراوت، الذي يمثل غطاء فونيغوت وذاته الأخرى الخيالية، لأول مرة في هذه الراوية.
بنفس الطريقة، يوجد في رواية فونيغوت «الكوميديا الهزلية»، نورمان مشاري الصغير الابن المزعوم لنورمان مشاري، الذي أقنع موكله بالسعي للحصول على تعويض من العائلة بسبب سوء المعاملة. ومن المسلَّم به أن كلًا من مشاري الأب والابن يفعل ذلك من أجل جني الكثير من المكاسب والأرباح عن طريق مساعدة الناس في أن ترث ثراوتها.
في مرحلة ما، يزور نورمان مشاري الابن منزل رومفورد في نيوبورت بينما تَظهر رومفورد في العديد من الروايات والقصص القصيرة لفونيغوت لا سيما في «جنيات تيتان».
تشترك ديانا موون غلامبر مع اسم السبَّاق العام في قصة فونيغوت القصيرة «هاريسون بيرجيرون» ولا تتميز بشيء آخر.
يشترك كل من نويس فينرتي، مركز فريق كرة السلة الخالد لمدرسة روزواتر الثانوية التذكارية الخاصة بنوح لعام 1933، وإد فينرتي من رواية «عازف البيانو» في اتجاهات فوضوية ومعادية للمجتمع.

## التهيئة الموسيقية
هُيِّئت الرواية كمسرحية موسيقية من كتابة وكلمات هورد أشمان، وموسيقى آلان مينكن، وأضاف دينيس جرين كلمات أخرى. وافتُتحت  المسرحية في مسرح إنترميديا الخاص بأوف برودواي في 14 أكتوبر عام 1979 وعُرضت 49 مرة. شمل طاقم العمل الممثلين فريدريك كوفين (إليوت روزواتر)، وجاني سيل (سيلفيا روزواتر)، وجوناثان هاداري (نورمان مشاري).

## روابط خارجية
- ليباركك الرب، سيد روزواتر على موقع الموسوعة البريطانية (الإنجليزية)